# Holographis pallida
Holographis pallida är en akantusväxtart som beskrevs av Emery Clarence Leonard och Gentry. Holographis pallida ingår i släktet Holographis och familjen akantusväxter. Inga underarter finns listade i Catalogue of Life.